# TEPS Speaking & Writing
TEPS Speaking & Writing(Test of English Proficiency developed by Seoul National University Speaking and Writing)은 서울대학교에서 시행하는 영어 공인 시험의 하나로, 다양한 영어 사용 환경에서의 말하기와 쓰기 능력을 평가합니다.

## 같이 보기
- G-TELP Speaking
- G-TELP Writing
- TOEIC Speaking
- TOEIC Writing
- OPIc